# Et viva la révolution !
Pour plus de détails, voir Fiche technique et Distribution.
Et viva la révolution ! (titre original : Viva la muerte... tua !) est un film italio-germano-espagnol de Duccio Tessari sorti en 1971.

## Synopsis
En se rendant au Mexique, Dimitri Orlovsky apprend tout à fait par hasard qu'un trésor d'un million de dollars est caché quelque part. Un seul homme connaît l'emplacement du magot : Lozoya, un petit bandit mexicain qui purge une peine de prison. Orlovsky le fait évader et les deux hommes font la connaissance de la jolie Mary O'Donnell. Cette journaliste veut faire de Lozoya un révolutionnaire pour écrire un article sensationnel. Bientôt ils se retrouvent pourchassés par un shérif qui est le cousin d'Orlovsky puis par un général mexicain.

## Fiche technique
- Titre original : Viva la muerte... tua !
- Titre anglophone : Don't turn the other cheek !
- Réalisation : Duccio Tessari
- Scénario : Massimo De Rita, Günter Ebert, Dino Maiuri et Juan De Orduna y Fernandez d'après le roman de Lewis B. Patten
- Directeur de la photographie : José F. Aguayo
- Montage : Enzo Alabiso
- Musique : Gianni Ferrio
- Costumes : Jürgen Henze
- Décors : Piero Filippone
- Genre : Western spaghetti
- Pays :  Italie,  Allemagne de l'Ouest,  Espagne
- Durée : 103 minutes
- Date de sortie :
  - Italie : 22 décembre 1971
  - Allemagne de l'Ouest : 12 avril 1972
  - France : 3 février 1973
  - Espagne : 9 juillet 1973 (Barcelone)

## Distribution
- Franco Nero (VF : Dominique Paturel) : le prince Dimitri Vassiliovich (Vassilevitch en VF) Orlovsky
- Ely Wallach (VF : André Valmy) : Max Lozoya
- Lynn Redgrave (VF : Anne Rochant) : Mary O'Donnell
- Horst Janson (VF : Jean-Louis Jemma) : le shérif Randall
- Eduardo Fajardo (VF : Philippe Dumat) : le général Huerta
- José Moreno (VF : Jean Berger) : le directeur de la prison
- Victor Israel (en) (VF : Serge Lhorca) : Manuel Mendoza
- Gisela Hahn : la femme d'Orlovsky
- José Jaspe (VF : Jean-Henri Chambois) : le vieil aveugle
- Furio Meniconi (VF : Henry Djanik) : le barman
- Dan van Husen : Kelly, l'adjoint du shérif